# Flugunfall der Yacimientos Petrolíferos Fiscales 1976
Der Flugunfall der Yacimientos Petrolíferos Fiscales ereignete sich am 14. April 1976. Auf einem Flug der staatlichen argentinischen Ölfördergesellschaft Yacimientos Petrolíferos Fiscales von Rincón de los Sauces nach Cutral-Có verunglückte an diesem Tag eine Avro 748, nachdem eine Tragfläche im Flug abgerissen war. Bei dem Unfall kamen alle 34 Personen an Bord ums Leben.

## Flugzeug
Bei der Maschine handelte es sich um eine Avro 748-105 Srs. 1 aus britischer Produktion. Die Maschine trug die Werksnummer 1540, der Roll-out der Maschine erfolgte am 6. März 1962. Am 24. Juni wurde die Maschine an die Aerolíneas Argentinas ausgeliefert. Das Flugzeug wurde mit dem Luftfahrzeugkennzeichen LV-HHB zugelassen und erhielt den Taufnamen Ciudad de Corrientes. Am 30. August 1962 ereignete sich mit dem Flugzeug ein tödlicher Zwischenfall, als auf dem Aerolíneas-Argentinas-Flug 737 im Flug eine Tür herausgerissen und eine Flugbegleiterin aus dem Flugzeug gesaugt wurde. Die schwer beschädigte Maschine wurde repariert und blieb weiter bei der Aerolíneas Argentinas in Betrieb. Später wurde die Avro an die Yacimientos Petrolíferos Fiscales abgegeben.
Das zweimotorige Regionalverkehrsflugzeug war mit zwei Turboprop-Triebwerken des Typs Rolls-Royce Dart Mk. 514 ausgestattet. Zum Zeitpunkt des Unfalls hatte die Maschine eine kumulierte Betriebsleistung von 25753 Betriebsstunden bei 24130 Starts und Landungen.

## Flugverlauf
Am Unfalltag wurde die Avro 748 Ciudad de Corrientes genutzt, um Personal des staatlichen Ölförderunternehmens Yacimientos Petrolíferos Fiscales (YPF) auszufliegen. Zunächst wurde ein Flug von Cutral-Có nach Rincón de Los Sauces durchgeführt, welcher um 14:00 Uhr startete und nach einem Flug ohne besondere Auffälligkeiten 40 Minuten später an seinem Zielort landete. Um 15:55 Uhr hob die Maschine für den Rückflug nach Cutral-Có ab. An Bord befanden sich 31 Passagiere und 3 Besatzungsmitglieder.

## Unfallhergang
Um 16:23 Uhr kontaktierte die Besatzung die Flugsicherung in Cutral-Có, erfragte die Wetterdaten und bat um Landeerlaubnis bei einer geschätzten Ankunft um 16:33 Uhr. Auf einer Flughöhe von etwa 4000 Fuß brach anschließend plötzlich die steuerbordseitige Tragfläche der Maschine ab, anschließend auch das steuerbordseitige Höhenruder. Das Flugzeug geriet in eine Abwärtsspirale und stürzte zu Boden. Alle 34 Personen an Bord kamen ums Leben.

## Ursache
Als Unfallursache wurde ein Strukturversagen in der Form eines Abreißens der rechten Tragfläche bei einem ansonsten normalen Flugverlauf festgestellt. Das Strukturversagen sei zwischen dem dritten und zwölften Längsspant der Tragfläche und im Bereich der Außenrippe der Triebwerksaufhängung eingetreten.
Es wurde festgestellt, dass das Material, aus dem die Tragflächen gefertigt wurden, den Belastungsanforderungen entsprach. Die Ursache der Ermüdungsrisse waren vielmehr der Belastungskonzentration auf die Bruchstelle geschuldet, die aus dem Design der Tragflächen resultierte. Aus demselben Grund erreichte das Schadensbild früher als erwartet ein kritisches Ausmaß. Die Risse seien unentdeckt geblieben und hätten schließlich zu der kritischen Situation geführt, was daran lag, dass die herstellerseitigen Wartungsvorschriften für die betroffene Baugruppe zu unpräzise waren, sodass der Betreiber die Rissbildung nicht rechtzeitig erkannt hatte.